# حمدي مخلوف
ولد حمدي مخلوف يوم 5 يونيو 1980 بمدينة تونس وهو عازف عود، مغنّ، مؤلّف موسيقي وباحث في العلوم الموسيقيّة. تنتمي مرجعيّاته الموسيقيّة إلى الموسيقى العربيّة، الجاز وموسيقات العالم، كما تندرج بحوثه الموسيقيّة في إطار الإبداع والتّأليف في الموسيقى العربيّة المعاصرة.

## السّيرة الذّاتيّة
ولع حمدي مخلوف بالموسيقى منذ صغر سنّه ومنذ التحاقه بكورال المعهد النّموذجي بصفاقس في سنة 1991 بإشراف أستاذه محمد الرخيص الّذي اكتشف فيه موهبة الغناء. وقد واصل حمدي مخلوف دراسة الموسيقى إلى غاية حصوله على الباكالوريا سنة 1999. في نفس السّنة، التحق حمدي مخلوف بالمعهد العالي للموسيقى بصفاقس لدراسة العلوم الموسيقيّة ومتابعة تعلّمه لآلة العود حيث أشرف عليه أستاذه وحيد التريكي حتّى حصوله على شهاداته العليا سنة 2003.
خلال مدّة دراسته بالمعهد العالي، ألّف حمدي مخلوف بعض القطع الموسيقيّة لآلة العود كما عزف لعديد العازفين المتميّزين والمشهورين أمثال الشّريف محيي الدّين حيدر، الأخوين جميل بشير ومنير بشير، نصير شمه، خالد محمد علي وغيرهم. تميّز حمدي مخلوف في دراساته وتُوّج بالجائزة الرّئاسيّة لشعبة الفنون والحرف لسنة 2003. تحصّل على إثر هذا التّتويج على منحة لمتابعة دراسات المرحلة الثّالثة والدكتوراه بفرنسا.

### السّيرة الفنّيّة
قام حمدي مخلوف بعديد العروض الفرديّة على العود في الحي الجامعي العالمي بباريس وتعرّف على العديد من الموسيقيّين. عزف مع المؤلّف الموسيقي التّونسي وجدي الشريف في كثير من المناسبات من سنة 2004 و2006 كمهرجان الجاز طانجاز بمدينة طنجة المغربيّة ومهرجان ألوان الجاز بقصر النّجمة الزّهراء بسيدي بو سعيد وكذلك في عديد القاعات الموسيقيّة الفرنسيّة.
ابتداء من سنة 2007، أنتج حمدي مخلوف مشروعه الموسيقي المتكوّن من مؤلّفاته المكتوبة لفرقة مصغّرة ذات ثلاث أو أربع أو خمس عازفين. وقد قام بعديد العروض مع عديد الموسيقيّين الّامعين مثل عازفي البيانو محمد علي كمون وفانسون لندووير وعازف الطبلة الهنديّة فيليب فوش وعازفي الكنترباص خوان سوبيداي وليوناردو تاروجي وعازف الكمان التّونسي زياد الزواري. من ضمن العروض، مهرجان موسيقيّون من تونس سنة 2008 وأسبوع الموسيقى الآليّة سنة 2010 ومؤخّرا في افتتاح مهرجان العود بمعهد العالم العربي بباريس.

## وصلات خارجية
- حمدي مخلوف على موقع ميوزك برينز (الإنجليزية)
- الموقع الرسمي لحمدي مخلوف.
- حوار مع حمدي مخلوف.
- بيوغرافيا حمدي مخلوف في ويكي الموسوعة الموسيقيّة.